# 定食

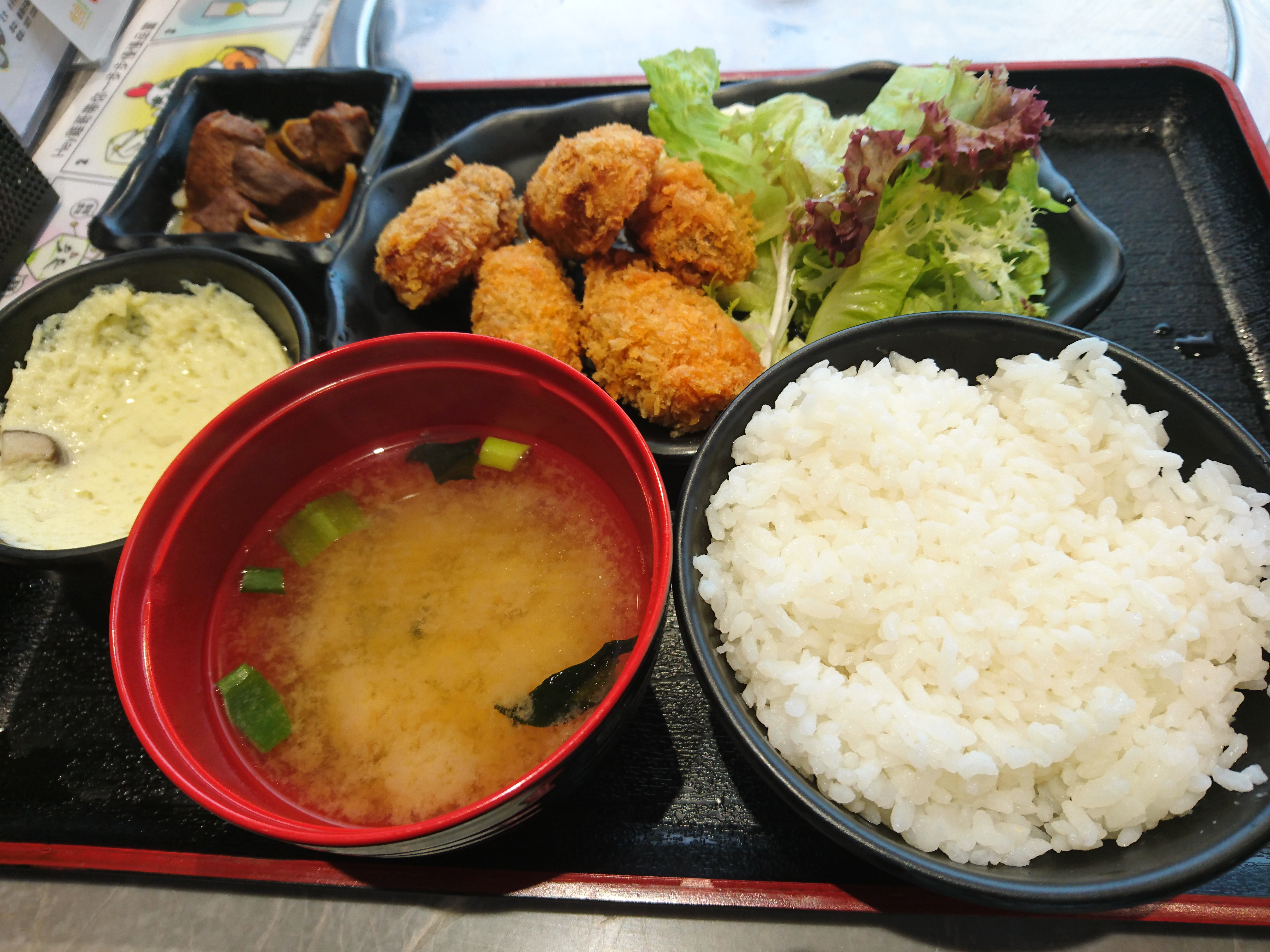
一客日式定食

定食（日语： teishoku）是日本料理中套餐的意思，是日本菜進食形式的一種，通常由米飯、副菜、湯品組成。雖然它擁有多樣化的主食，但其實定食的主角是米飯，因為有香甜的米飯，所以不管搭配甚麼菜色，都能成為完整的一道套餐。

## 享用方式
定食主菜非常多樣，常見的有生魚片、豬排、秋刀魚、天婦羅等主菜，除主菜外，亦提供煮菜、煎蛋、沙拉等1至3種配菜，盛裝米飯、醬湯的碗及醃漬醬菜亦包括在定食內。與西式套餐不同，享用定食的時候會同時擺上米飯、湯汁、醃漬物、菜餚等所有菜品。為了讓定食吃起來更加美味，可以依循先吃米飯，啜湯汁，再吃米飯，接著享用菜餚，最後再吃米飯」這種以米飯為中心的享用方式。

## 類似料理
定食與中國的盒飯是類似的料理，同樣以米飯為主角，搭配多樣化的主菜與其他配菜，不同的點在於定食是將所有菜色放在同一擺盤上且習慣一定會有湯，配菜中常會有醃漬物與蛋。